# Crosby County
Das Crosby County ist ein County im Bundesstaat Texas der Vereinigten Staaten. Das U.S. Census Bureau hat bei der Volkszählung 2020 eine Einwohnerzahl von 5.133 ermittelt. Der Sitz der County-Verwaltung ist in Crosbyton. Das County gehört zu den Dry Countys, was bedeutet, dass der Verkauf von Alkohol eingeschränkt oder verboten ist.

## Geographie
Das County liegt nordwestlich des geographischen Zentrums von Texas und hat eine Fläche von 2335 Quadratkilometern, wovon 6 Quadratkilometer Wasserfläche sind. Es grenzt im Uhrzeigersinn an folgende Countys: Floyd County, Dickens County, Garza County und Lubbock County.

## Geschichte
Crosby County wurde am 21. August 1876 aus Teilen des Bexar County und Young County gebildet und die Verwaltungsorganisation am 11. September 1886 abgeschlossen. Benannt wurde es nach Stephen Crosby (1808–1869), einem hohen Verwaltungsbeamten in Texas und Dampfschiffskapitän.

## Demografische Daten

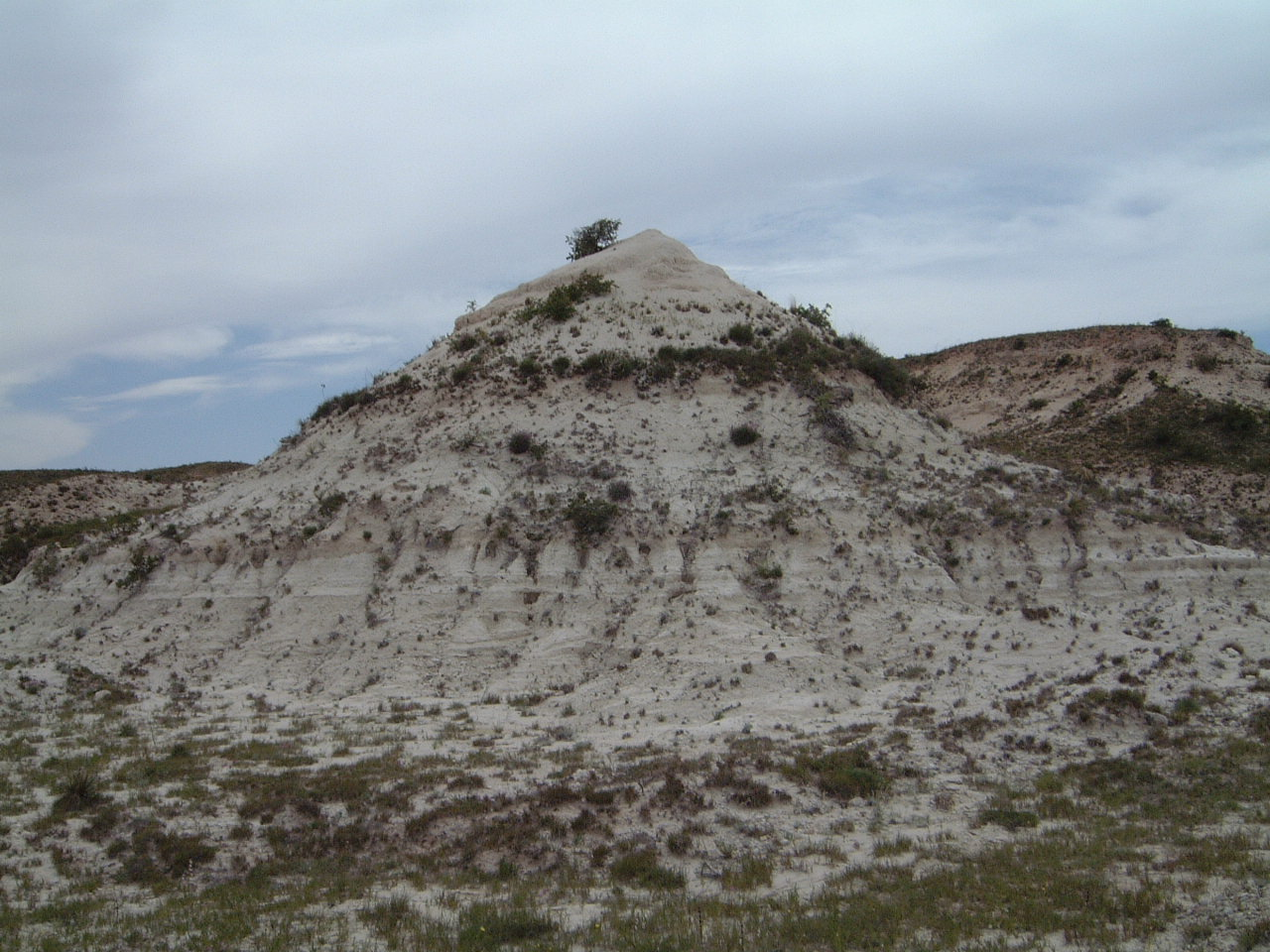
Der Mount Blanco

Nach der Volkszählung im Jahr 2000 lebten im Crosby County 7.072 Menschen in 2.512 Haushalten und 1.866 Familien. Die Bevölkerungsdichte betrug 3 Einwohner pro Quadratkilometer. Ethnisch betrachtet setzte sich die Bevölkerung zusammen aus 63,77 Prozent Weißen, 3,89 Prozent Afroamerikanern, 0,54 Prozent amerikanischen Ureinwohnern, 0,03 Prozent Asiaten, 0,07 Prozent Bewohnern aus dem pazifischen Inselraum und 29,89 Prozent aus anderen ethnischen Gruppen; 1,81 Prozent stammten von zwei oder mehr Ethnien ab. 48,93 Prozent der Einwohner waren spanischer oder lateinamerikanischer Abstammung.
Von den 2.512 Haushalten hatten 35,6 Prozent Kinder oder Jugendliche, die mit ihnen zusammen lebten. 59,0 Prozent waren verheiratete, zusammenlebende Paare 11,4 Prozent waren allein erziehende Mütter und 25,7 Prozent waren keine Familien. 23,8 Prozent waren Singlehaushalte und in 13,4 Prozent lebten Menschen im Alter von 65 Jahren oder darüber. Die durchschnittliche Haushaltsgröße betrug 2,78 und die durchschnittliche Familiengröße betrug 3,30 Personen.
30,7 Prozent der Bevölkerung war unter 18 Jahre alt, 8,5 Prozent zwischen 18 und 24, 24,0 Prozent zwischen 25 und 44, 21,1 Prozent zwischen 45 und 64 und 15,6 Prozent waren 65 Jahre alt oder älter. Das Medianalter betrug 34 Jahre. Auf 100 weibliche Personen kamen 91,1 männliche Personen und auf 100 Frauen im Alter von 18 Jahren oder darüber kamen 87,2 Männer.
Das jährliche Durchschnittseinkommen eines Haushalts betrug 25.769 USD, das Durchschnittseinkommen einer Familie betrug 29.891 USD. Männer hatten ein Durchschnittseinkommen von 23.775 USD, Frauen 17.229 USD. Das Prokopfeinkommen betrug 14.445 USD. 22,6 Prozent der Familien und 28,1 Prozent der Einwohner lebten unterhalb der Armutsgrenze.

## Orte im County
- Broadway
- Canyon Valley
- Cap Rock
- Cone
- Crosbyton
- Estacado
- Farmer
- Kalgary
- Lorenzo
- Mount Blanco
- Owens
- Ralls
- Robertson
- Savage
- Wake